# 费拉拉犹太会堂
44°50′03″N 11°37′18″E / 44.83422°N 11.621754°E
费拉拉犹太会堂暨博物馆（Sinagoghe e museo ebraico di Ferrara）是意大利费拉拉的一座犹太会堂，位于马志尼街95号一座建于1421年的历史建筑内。其所在的犹太区历史悠久，曾经相当兴盛，有三个犹太会堂。二战期间另外两个均被法西斯破坏，这是费拉拉唯一幸存的犹太会堂。
幸存的德国犹太会堂（Scola Tedesca）是一个大房间，妇女席在楼上。拱形天花板和墙壁都采用1820年装修时时尚的摄政/帝国风格装饰。墙壁上的石膏设计是费拉拉市立剧院（Teatro Comunale）室内设计的设计师加塔诺·戴维亚的作品。它们的特点是犹太主题：如犹太人出埃及时携带的约柜，和大祭司在耶路撒冷圣殿内所穿的圣衣。犹太会堂保留了18世纪的讲台和圣约柜，使用深色木料和白色大理石栏杆。
该建筑还设有犹太博物馆。馆内陈列了原设于同一建筑物内的意大利犹太会堂（Scola Italiana）的圣约柜，18世纪当地犹太人家庭与新雇用的保姆签订的合同，要求保姆承诺不为犹太婴儿施洗，以及用于密封犹太墓穴的封印。意大利犹太会堂现在用作报告厅，保留了其原有的拱形巴洛克天花板。其他家具已在法西斯攻击该建筑时被破坏。博物馆还展示一些该地区小城镇的原犹太会堂的圣约柜。